# СКА (хоккейный клуб, Куйбышев)
СКА (Куйбышев) (Спортивный клуб армии) – советский хоккейный клуб, представлявший Приволжский военный округ, участник 19 чемпионатов СССР, из них 2 в высшем дивизионе. Расформирован в 1979 году.

## Названия
1950-1957 – ДО (Дом офицеров)
 
1957-1960 – СКВО (Спортивный клуб военного округа)

1960-1987 – СКА

## История
Первыми крупными соревнованием хоккейной команды куйбышевского Дома офицеров стали чемпионат и Кубок РСФСР, состоявшиеся в начале 1951 года. Пройдя стадии 1/8 и 1/4 финала Кубка, армейцы уступили в полуфинале торпедовцам Горького – будущему победителю первого розыгрыша трофея. В розыгрыше чемпионата, команда, как и остальные представители города, не смогла выйти из группы.
Следующие пять сезонов Куйбышев на высших уровнях представляли другие команды города. Лишь в 1957 году армейцы снова приняли участие в республиканских соревнованиях. Возвращение оказалось не слишком удачным. В январе команда крупно уступила в первом раунде Кубка своим одноклубникам из Чкалова, а через месяц также без шансов сыграла в чемпионате, с большим счётом проиграв в подгруппе своей зоны тем же чкаловцам и команде из Челябинска. С тем же результатом команда, теперь как и все окружные армейские коллективы под названием СКВО, выступила и в следующем чемпионате (Кубок в том сезоне не разыгрывался).
В январе 1958 года был расформирован Южно-Уральский военный округ, часть территории которого, в том числе Оренбургская область, отошла Приволжскому округу. Туда же были переведён личный состав его окружных спортивных команд. По окончании зимнего сезона в Куйбышев прибыли и игроки хоккейно-футбольной команды во главе с Борисом Кулагиным, составившие теперь основу куйбышевской команды.

Оренбургская команда по итогам прошедшего сезона заняла высокое пятое место в классе «Б», в связи с чем команда Куйбышева, практически полностью составленная из переведённых оттуда игроков, был допущена к участию в чемпионате СССР следующего сезона в том же дивизионе. Для участия в соревнованиях такого уровня, в городе был построен новый стадион, на котором команда проводила матчи до 1966 года (до постройки Ледового Дворца Спорта), а также отдельные матчи вплоть до 1971 года.

### Сезон 1958/59
Первый матч в чемпионатах СССР команда провела 9 декабря 1958 года в Оренбурге с местным «Трудом» и выиграла 7:2. Сезон армейцы начинали на выезде шестью матчами в Оренбурге, Свердловске и Серове. Итог 4 выигрыша, 1 ничья и 1 поражение.
Домашние матчи хоккеисты СКВО проводили на стадионе завода им. Масленникова. Первые игры состоялись 4 и 6 января 1959 года. Команда принимала оренбургский «Труд» и одержала победы 15:2, 12:3. Затем дома с командой «Металлург» были поделены очки 1:6 и 7:2. После куйбышевского дерби с «Трудом» 12:1 и 10:1, хоккеисты СКВО попробовали свои силы в товарищеском матче с командой класса «А» «Динамо» (Москва). Матч состоялся на стадионе ЗИМ и закончился победой москвичей 16:4.
Затем был выезд по маршруту Челябинск - Каменск-Уральский - Нижний Тагил. Результат не впечатлил: 2 победы, 2 ничьи и 2 поражения. Лишь блестящий финиш на своём поле, 10 побед в 10 матчах, с командами Каменск-Уральска (7:0, 7:1), Нижнего Тагила (11:2, 7:2), Свердловска (4:3, 8:1), Челябинска (3:2, 5:3) и «Трудом» (8:2, 8:2), позволили СКВО сравняться по очкам с челябинским «Буревестником». По лучшему соотношению забитых и пропущенных шайб СКВО занял первое место, что позволило ему напрямую выйти в финальный турнир команд класса «Б».
Финал проходил в Омске с 6 по 16 марта 1959 года. 6 марта СКВО проиграл сильной команде «Динамо» (Горький) - 1:4. Затем последовали три победы подряд – над сталинским «Металлургом» - 8:1, раменским «Труд» - 7:1 и сборной Белорусской ССР - 5:1. В решающем матче СКВО проиграл тушинскому «Труд» - 1:5. Набрав по 6 очков с хоккеистами Тушино, СКВО занял 3-е место по худшему соотношению шайб. В утешительных играх за 5-8 места СКВО обыграл своих соперников по зональным соревнованиям «Буревестник» - 7:4, затем «Металлург» (Сталинск) - 5:2 и «Энергию» (Новосибирск) - 13:2. В итоге клуб занял 5-е место, повторив прошлогоднее достижение оренбургских армейцев.
Состав команды первого сезона армейцев в чемпионатах СССР:
- вратари: Герман Филин (1937) (воспитанник Пензы), Владимир Шляпников (1936) (ленинградское "Динамо")
- защитники: Талгат Искандеров (1937) (Оренбург), Вячеслав Поляйкин (1937) (Куйбышев), Игорь Созинов (1937) (Оренбург), Пётр Стародумов (1938) (Уфа), Геннадий Шевченко (1935) (Серов)
- нападающие: Анатолий Балашов (1936) (Пенза), Леонид Бабенышев (1937) (Оренбург), Анатолий Казаков (1937) (Оренбург), Леонид Карпов (1937) (Пенза), Анатолий Лымарев (1934) - капитан (Оренбург), Владимир Павлов (1937) (Пенза), Евгений Семилеткин (1937) (Оренбург), Владимир Ткачёв (1937) (Казань), Олег Черняев (1937) (Оренбург), Анатолий Шутов (1937) (Челябинск).
- старший тренер - Борис Кулагин (31.12.1924), тренер - Лев Жибуртович (06.04.1927)

## Достижения
- Чемпионат СССР по хоккею с шайбой – 14-е место (1962/1963)
- Кубок СССР по хоккею с шайбой – 1/8 финала (1968)
- Чемпионат РСФСР по хоккею с шайбой:
  - чемпион (1961)
  - серебряный призёр (1973)
- Кубок РСФСР по хоккею с шайбой – 1/2 финала (1951)
- Чемпионат Вооружённых сил СССР по хоккею с шайбой:
  - чемпион (1961)

## Главные тренеры
- 1956-1958 Лев Жибуртович
- 1958—1961 Борис Кулагин
- 1961 Лев Жибуртович
- 1962—1963 Александр Виноградов
- 1964—1968 Александр Комаров
- 1969—1973 Евгений Волков
- 1973—1974 Александр Комаров
- 1973—1976 Юрий Моисеев
- 1977—1979 Михаил Майорчик

## Известные хоккеисты
- Игорь Ромишевский – 1960-1962
- Виктор Зингер – 1961-1964
- Иван Трегубов – 1962-1964
- Сергей Котов – 1970-1971
- Сергей Гимаев – 1974-1976

## Результаты выступлений
| Сезон   | Класс | Лига | Место    | И  | В  | Н | П  | РШ      | О  |
| ------- | ----- | ---- | -------- | -- | -- | - | -- | ------- | -- |
| 1958/59 | Б     | Д2   | 5 из 57  | 36 | 27 | 3 | 6  | 234-77  | 58 |
| 1959/60 | ЧР    | Д2   | 8 из 32  | 34 | 18 | 6 | 10 | 147-115 | 42 |
| 1960/61 | ЧР    | Д2   | 1 из 40  | 36 | 25 | 4 | 7  | 187-94  | 54 |
| 1961/62 | А     | Д1   | 17 из 20 | 38 | 7  | 7 | 24 | 76-196  | 21 |
| 1962/63 | А     | Д1   | 14 из 20 | 37 | 13 | 7 | 16 | 119-153 | 33 |
| 1963/64 | А     | Д2   | 17 из 21 | 40 | 8  | 5 | 17 | 153-141 | 41 |
| 1964/65 | А     | Д2   | 5 из 11  | 40 | 21 | 5 | 14 | 144-115 | 47 |
| 1965/66 | А     | Д2   | 9 из 13  | 48 | 18 | 8 | 22 | 137-167 | 44 |
| 1966/67 | А     | Д3   | 12 из 12 | 44 | 7  | 6 | 31 | 96-164  | 20 |
| 1967/68 | А     | Д3   | 11 из 16 | 30 | 11 | 4 | 15 | 87-117  | 26 |
| 1968/69 | А     | Д3   | 4 из 11  | 40 | 21 | 2 | 17 | 137-133 | 44 |
| 1969/70 | А     | Д3   | 9 из 12  | 44 | 15 | 4 | 25 | 175-217 | 34 |
| 1970/71 | А     | Д3   | 5 из 13  | 48 | 26 | 2 | 20 | 245-188 | 54 |
| 1971/72 | А     | Д3   | 3 из 14  | 52 | 31 | 4 | 7  | 252-195 | 66 |
| 1972/73 | А     | Д3   | 1 из 13  | 48 | 31 | 6 | 11 | 209-153 | 68 |
| 1973/74 | А     | Д2   | 13 из 13 | 48 | 4  | 4 | 40 | 138-319 | 12 |
| 1974/75 | А     | Д2   | 9 из 14  | 52 | 22 | 6 | 24 | 207-222 | 50 |
| 1975/76 | А     | Д2   | 10 из 14 | 52 | 21 | 5 | 26 | 222-223 | 47 |
| 1976/77 | А     | Д2   | 12 из 14 | 52 | 18 | 5 | 29 | 182-239 | 41 |
| 1977/78 | А     | Д2   | 12 из 14 | 52 | 12 | 5 | 35 | 192-271 | 29 |
| 1978/79 | А     | Д2   | 16 из 16 | 60 | 6  | 3 | 51 | 201-440 | 15 |